# Atimura terminata
Atimura terminata är en skalbaggsart som beskrevs av Francis Polkinghorne Pascoe 1863. Atimura terminata ingår i släktet Atimura och familjen långhorningar.
Artens utbredningsområde är Burma. Inga underarter finns listade.